# Каст и Эмилий
Каст и Эмилий (погибли ок. 250 года) — святые мученики Африканские. День памяти — 22 мая.
Святые Каст и Эмилий, будучи схвачены во времена императора Декия, отреклись от Христовой веры, за что были отпущены. Будучи схвачены повторно, они исповедали Христову веру, за что были сожжены.
Святых мучеников Каста и Эмилия прославляли свв. Киприан Карфагенский и Августин Блаженный.